# USS Guerriere (1814)
De eerste USS Guerriere (1814) was het eerste fregat dat gebouwd werd in de Verenigde Staten sinds 1801.
Ze werd gebouwd op de scheepswerf van Joseph en Francis Grice in Kensington bij Philadelphia. Het fregat werd te water gelaten op 20 juni 1814 onder bevel van commandant John Rodgers en ingedeeld bij het flottielje van Delaware. Ze diende in de marine van de Verenigde Staten tijdens de Tweede Barbarijse Oorlog.

## Tweede Barbarijse Oorlog
Na haar uitrusting werd ze onder commando van Stephen Decatur geplaatst als vlaggenschip van het smaldeel dat samengesteld werd in New York. Ze zeilde van New York op 20 mei 1815 naar Algerije om er de Amerikaanse handelsschepen te beschermen tegen Barbarijse zeerovers.

### Slag bijKaap Gata
Op 17 juni 1815 kwam het tot een treffen voor de Spaanse kust. De USS Constellation dreef het 44 kanonnen tellende Algerijnse fregat Meshuda in het vuurbereik van Decaturs vlaggenschip USS Guerriere. Met vernietigende 24- en 42-ponder kanonnen vuurde de USS Guerriere twee breedzijsalvo's af op de Meshuda, die zich overgaf. Onder de gesneuvelden bevond zich raïs (kapitein) Hamidou ben Ali, een roemruchte Algerijnse kaper, die op eigen verzoek een zeemansgraf kreeg.

### Slag bij Kaap Palos
Twee dagen later kreeg het Amerikaanse smaldeel de 22 kanonnen tellende Algerijnse brik Estedio in zicht en zette de achtervolging in richting de kust bij Kaap Palos (Cabo de Palos) bij Cartagena. Decatur liet uit vrees aan de grond te lopen vier kleine schepen, twee brikken en twee schoeners, het werk opknappen. Ze brachten de Algerijn in het nauw en na een half uur begonnen de Algerijnen hun schip te verlaten. De Amerikanen brachten een open boot met vluchtende bemanningsleden tot zinken en toen gaven de 80 overgebleven Algerijnen op de Estedio zich over. Er sneuvelden ten minste 23 Algerijnen. De Estedio werd opgebracht naar Cartagena en na afloop van de oorlog teruggezonden naar Algiers.

### Naar Algiers
De USS Guerriere kwam in de haven van Algiers aan op 28 juni 1815. Daar lagen ze klaar met hun eskader om elk Algerijns schip dat de haven binnenliep, te overmeesteren, tot de bei zou instemmen met de voorwaarden van een vredesverdrag. Het verdrag werd mede onderhandeld aan boord van de Guerriere op 30 juni 1815.
Het vredesverdrag hield in dat Algiers de schade toegebracht aan de Amerikaanse handelsbelangen moest vergoeden.

### Naar Tunis en Tripoli
Het machtsvertoon van het eskader onder aanvoering van de USS Guerriere resulteerde daarna in vredesverdragen met Tunis op 13 juli 1815, en met Tripoli op 9 augustus 1815.
Er werd een vrede afgedwongen in minder dan zes weken na vertrek uit de Verenigde Staten. 

### Terug naar Gibraltar
De USS Guerriere sloot zich vervolgens aan bij de gehele Middellandse Zeemarinevloot, die samengebracht werd in Gibraltar, onder bevel van William Bainbridge.
De 18 oorlogsschepen, waaronder het linieschip USS Independence, 5 fregatten, 2 oorlogssloepen, 7 brikken en 3 schoeners, werd de tot dan toe grootste vloot ooit samengebracht onder de Amerikaanse vlag in de Middellandse Zee. Het einddoel was een voortdurend aanwezige Amerikaanse marinevloot in de Middellandse Zee, die zich in 1950 ontwikkelde tot de Amerikaanse Zesde Vloot. Tot vandaag de dag is de Zesde Vloot een machtige factor voor het behoud van de vrede en het versterken van de internationale diplomatieke banden met de naties.

## Vredevolle operaties
De USS Guerriere keerde daarna terug naar New York op 12 november 1815 en werd voorlopig opgelegd in de Boston Navy Yard, voor algemene herstellingen op 4 maart 1816. Ze werd weer in actieve dienst gebracht onder bevel van kapitein Thomas MacDonough op 22 april 1818. Op 24 juli 1818 koos het fregat weer zee, met aan boord de Amerikaanse minister, naar Rusland, voor zijn nieuwe diplomatieke post aldaar. Na een bezoek te Gibraltar, Cowes en Kopenhagen, ontscheepte ze de Amerikaanse minister met zijn familie te Kronstadt, Rusland op 17 september 1818. Daarna kruiste ze doorheen de Middellandse Zee tot 26 juli 1819, toen ze vertrok vanuit Leghorn naar Norfolk, Virginia, waar ze aankwam op 4 oktober 1819. Ze bleef er ter plaatse liggen tot 8 november 1820. 
De volgende zeven jaar diende ze als opleidingsschip in de Navy Yard van Norfolk.
Daar trainde ze in klassen de kadetten en toekomstige adelborsten (midshipsmen), vooraleer ze permanent een Marine Academie-instelling werd.
De Guerriere beëindigde haar taak als opleidingsschip in de tweede helft van november 1828, toen ze werd aangewezen als vlaggenschip van een smaldeel van de Amerikaanse marine in de Stille Oceaan. Ze voer op 13 februari 1829 uit en bracht passagiers aan wal in Rio de Janeiro, vooraleer ze Kaap Hoorn rondde op weg naar Callao in Peru. In de volgende twee jaren hield ze toezicht over de Amerikaanse handelsbelangen, met inbegrip over de vloot walvisvaarders langs de Westelijke zeekust van Zuid-Amerika en westwaarts naar de Hawaïaanse eilanden.
Ze vertrok uit Callao op 8 september 1831 en kwam in Norfolk aan op 29 november 1831. Nu bleef ze voorgoed in Norfolk Navy Yard liggen, tot ze werd afgebroken en gesloopt in 1841.

## USS Guerriere(1814)
- Type: Fregat (zeilschip) – United States Navy
- Werf: Philadelphia Navy Yard
- Te water gelaten: 20 juni 1814
- Uit dienst gesteld: 19 december 1831
- Feit: Afgebroken in 1841

### Algemene kenmerken
- Waterverplaatsing: 1.508 ton
- Lengte: 175 voet – 53,34 m
- Breedte: 45 voet – 13,72 m
- Diepgang: 14 voet – 4,27 m
- Voortstuwing: Gezeild (drie masten en boegspriet)
- Bemanning: 400 officieren en matrozen

### Bewapening
- 33 x 24-ponder kanonnen
- 20 x 42-ponder kanonnen